# 佩斯基农村居民点 (波沃里诺区)
佩斯基农村居民点（俄语：Песковское сельское поселение）是俄罗斯联邦沃罗涅日州波沃里诺区所属的一个农村居民点。其下辖有1个居民点，行政中心为佩斯基。据2016年统计，该农村居民点的人口为6574人。